# Najmanka
Najmanka je přírodní rezervace poblíž obce Borová Lada v okrese Prachatice. Oblast spravuje Správa NP a CHKO Šumava. Důvodem ochrany je zachování přirozeně se vyvíjejících společenstev na rašeliništi, prameništi a mokřadech.

## Další fotografie

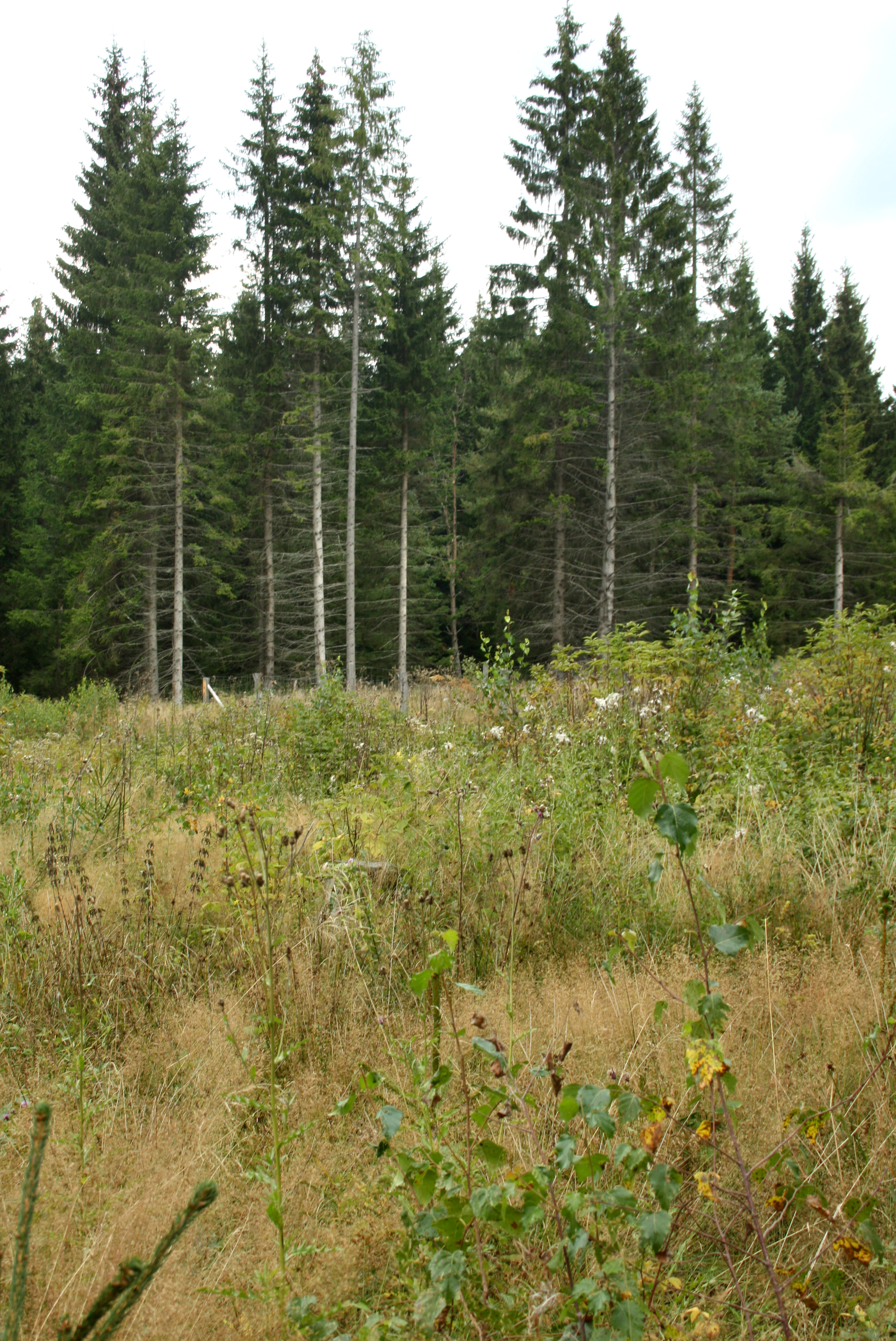
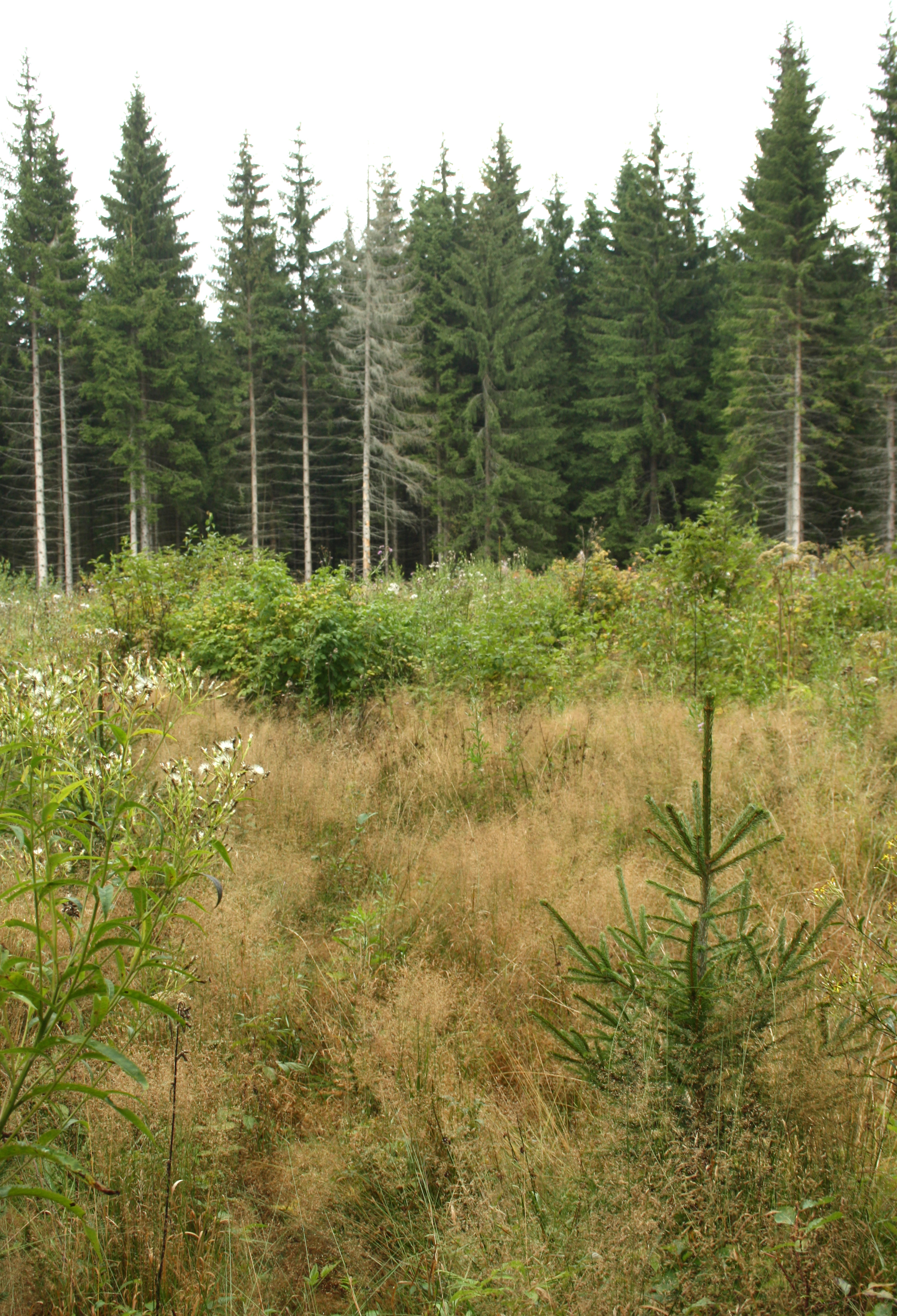